# مريم دافنبورت
مريم دافنبورت (بالإنجليزية: Miriam Davenport)‏ هي نحّاتة ورسامة أمريكية، ولدت في 6 يونيو 1915 في بوسطن في الولايات المتحدة، وتوفيت في 13 سبتمبر 1999 في ماونت بليزانت في الولايات المتحدة بسبب سرطان.

## وصلات خارجية
- مريم دافنبورت على موقع IMDb (الإنجليزية)